# 고베 시립 프루트 플라워 파크

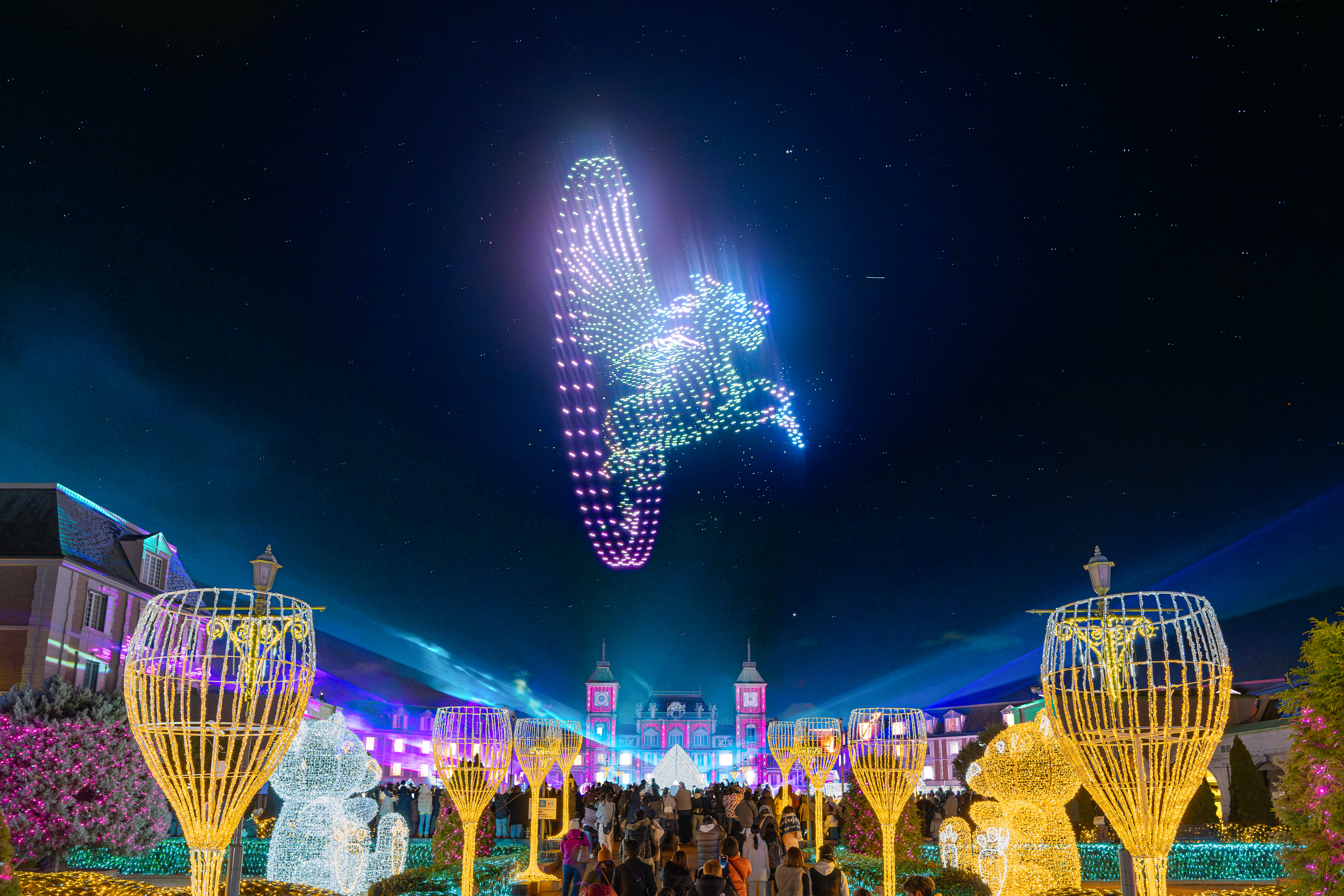
고베시립 프루트 플라워 파크（드론 쇼）

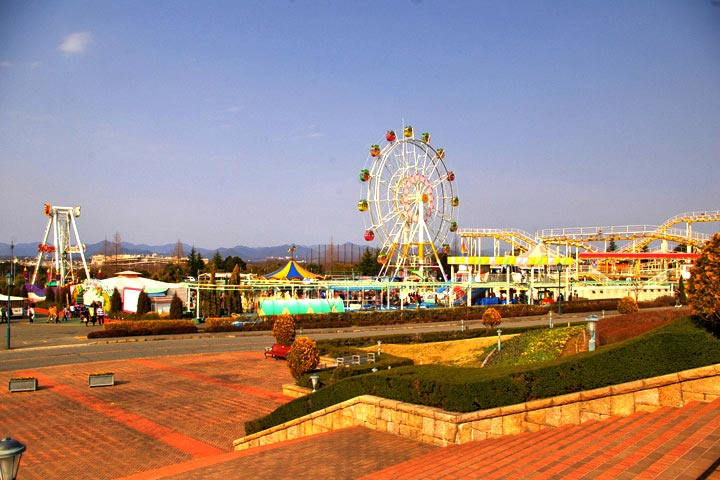
고베시립 프루트 플라워 파크

고베 시립 프루트 플라워 파크(일본어: 神戸市立フルーツ・フラワーパーク, Kobe Municipal Fruit & Flower Park)는 일본 고베시 기타구 오사와초에 있는 꽃과 과일 테마파크이다.

## 개요
100ha의 부지 내에 호텔 "과일 & 꽃" 아리마 온천과 같은 수질의 천연 온천 "아카네의 유"(茜の湯)를 비롯해 9종류의 온천을 즐길 수 있는 바데하우스, 바베큐를 1500명이 즐길 수 있는 바베큐장, 과수원, 수영장, 원숭이 극장, 놀이공원, 고카트장, 미니 골프 코스 등이 설치되어 있다. 고베시의 위탁을 받아 주식회사 고베 와인이 운영한다. 1993년 4월 20일 개원하였다.